# Toby Kebbell
Tobias Alistair Patrick Kebbell (Pontefract, 1982. július 9. –) angol színpadi és filmszínész.
Kebbell olyan filmekben szerepelt, mint a Spíler (2008), a Perzsia hercege: Az idő homokja (2010), a Hadak útján (2011), A titánok haragja (2012), A majmok bolygója: Forradalom (2014), a Fantasztikus Négyes (2015), a Warcraft: A kezdetek (2016), a Váratlan jóbarát (2016), a Ben-Hur (2016) és az Arany (2016).
A Fekete tükör című televíziós sorozat 2011-es A teljes történeted című epizódjában is szerepelt.

## Fiatalkora
Kebbell öt gyermek közül a negyedikként született South Elmsall-ban, ami a A638-as útnál található, Doncaster és Wakefield között, Yorkshire-ben. Nottinghamshire-ben nőtt fel, ahol a Grove-i iskolába (ma Newark Akadémia) járt Baldertonban.
Anyja, Michelle (szakács és tájkertész) nevelte fel, miután szülei elváltak. Apja, Robert Kebbell mérnök, Zimbabwéből. Katolikus szellemben nevelkedett és katolikus általános iskolába járt.

## Filmográfia

### Film
| Év   | Magyar cím                      | Eredeti cím                         | Szerep                                    | Magyar hang       |
| ---- | ------------------------------- | ----------------------------------- | ----------------------------------------- | ----------------- |
| 2004 | Nagy Sándor, a hódító           | Alexander                           | Pauzaniusz                                | Varga Rókus       |
| 2004 |                                 | Northern Soul (rövidfilm)           | Mark Sherbert                             |                   |
| 2004 |                                 | Dead Man's Shoes                    | Anthony                                   |                   |
| 2005 | Match Point                     | Match Point                         | rendőr                                    |                   |
| 2006 | A vadász                        | Wilderness                          | Callum                                    | Sótonyi Gábor     |
| 2007 | Control                         | Control                             | Rob Gretton                               | Hamvas Dániel     |
| 2008 |                                 | The German (rövidfilm)              | Barton                                    |                   |
| 2008 | Spíler                          | RocknRolla                          | Johnny Quid                               | Dévai Balázs      |
| 2009 | Chéri – Egy kurtizán szerelme   | Cheri                               | Patron                                    |                   |
| 2009 |                                 | Tea and Biscuits (rövidfilm)        | Billy                                     |                   |
| 2010 | A cinkos                        | The Conspirator                     | John Wilkes Booth                         | Zöld Csaba        |
| 2010 | Perzsia hercege: Az idő homokja | Prince of Persia: The Sands of Time | Garsiv herceg                             | Nagy Ervin        |
| 2010 | A varázslótanonc                | The Sorcerer's Apprentice           | Drake Stone                               | Nagy Ervin        |
| 2011 | Hadak útján                     | War Horse                           | Colin Geordie tizedes                     | Szatmári Attila   |
| 2011 |                                 | The Veteran                         | Robert Miller                             |                   |
| 2012 | A titánok haragja               | Wrath of the Titans                 | Agénór                                    | Fekete Ernő       |
| 2013 | A jogász                        | The Counselor                       | Tony                                      | Polgár Péter      |
| 2013 | A Kelet                         | The East                            | Doki / Thomas Ayres                       | Simonyi Balázs    |
| 2014 | A majmok bolygója: Forradalom   | Dawn of the Planet of the Apes      | Koba                                      | Schneider Zoltán  |
| 2015 |                                 | Buddha's Little Finger              | Pyotr Voyd                                |                   |
| 2015 | Fantasztikus Négyes             | Fantastic Four                      | Victor von Doom / Fátum Doktor            | Dévai Balázs      |
| 2016 | Arany                           | Gold                                | Paul Jennings ügynök                      | Karácsonyi Zoltán |
| 2016 | Váratlan jóbarát                | A Monster Calls                     | Apa                                       | Varga Gábor       |
| 2016 | Ben-Hur                         | Ben-Hur                             | Messala Severus                           | Varga Gábor       |
| 2016 | Warcraft: A kezdetek            | Warcraft                            | Durotan (motion capture)                  | Makranczi Zalán   |
| 2016 | Warcraft: A kezdetek            | Warcraft                            | Antonidas                                 | Dunai Tamás       |
| 2017 | A majmok bolygója: Háború       | War for the Planet of the Apes      | Koba                                      | Schneider Zoltán  |
| 2017 | Kong: Koponya-sziget            | Kong: Skull Island                  | Jack Chapman / King Kong (motion capture) | Zöld Csaba        |
| 2017 |                                 | The Female Brain                    | Kevin                                     |                   |
| 2018 |                                 | The Angel                           | Danny Aroya                               |                   |
| 2018 | Pusztító                        | Destroyer                           | Silas                                     | Zöld Csaba        |
| 2018 | Pusztító                        | Destroyer                           | Silas                                     | Papp Dániel       |
| 2018 | Hurrikán meló                   | The Hurricane Heist                 | William Rutledge                          | Varga Gábor       |
| 2018 | Vigyázz, kész, Morc!            | A Wizard's Tale                     | Terry Dexter (hangja)                     |                   |
| 2019 |                                 | Ser du månen, Daniel                | James Foley                               |                   |
| 2020 | Bloodshot                       | Bloodshot                           | Martin Axe                                | Lengyel Benjámin  |
| 2020 |                                 | Becoming                            | Alex                                      |                   |

### Televízió

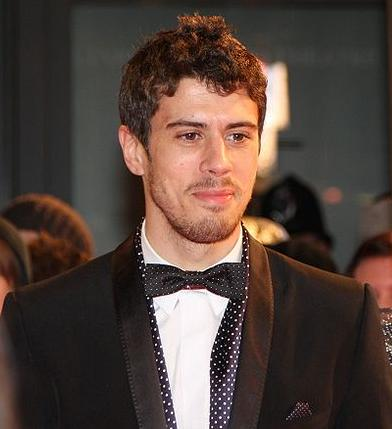
A 2009-es Orange British Academy díjosztóján

| Év        | Magyar cím        | Eredeti cím                        | Szerep                       | Megjegyzések                                                      |
| --------- | ----------------- | ---------------------------------- | ---------------------------- | ----------------------------------------------------------------- |
| 2000      |                   | Peak Practice                      | Graham                       | 1 epizód                                                          |
| 2005      | Machbeth          | ShakespeaRe-Told: Machbeth         | Malcolm                      | - tévéfilm - magyar hangja: - Pálmai Szabolcs                     |
| 2006      |                   | Born Equal                         | koldus                       | tévéfilm                                                          |
| 2007      |                   | The Commander: Windows of the Soul | Jimmy Bannerman              | tévéfilm                                                          |
| 2007      |                   | The Street                         | Paul Billerton               | 3 epizód                                                          |
| 2011      | Fekete tükör      | Black Mirror                       | Liam Foxwell                 | - 1 epizód - (A teljes történeted) - magyar hangja: - Varga Gábor |
| 2013      | A szabadítóművész | The Escape Artist                  | Liam Foyle                   | 3 epizód                                                          |
| 2018      |                   | Dream Corp LLC                     | 101-es páciens / Leslie Krux | 1 epizód                                                          |
| 2019–2023 |                   | Servant                            | Sean Turner                  | főszereplő                                                        |
| 2023–     | For All Mankind   | For All Mankind                    | Miles Dale                   | főszereplő (4. évad)                                              |

### Videójátékok
| Év   | Cím                         | Szerep         |
| ---- | --------------------------- | -------------- |
| 2011 | Star Wars: The Old Republic | további hangok |

## Fordítás
- Ez a szócikk részben vagy egészben  a   Toby Kebbell című angol Wikipédia-szócikk fordításán alapul.  Az eredeti cikk szerkesztőit annak laptörténete sorolja fel. Ez a jelzés csupán a megfogalmazás eredetét és a szerzői jogokat jelzi, nem szolgál a cikkben szereplő információk forrásmegjelöléseként.